# Davide Moscardelli
Davide Moscardelli (ur. 3 lutego 1980 w Mons) – włoski piłkarz urodzony w Belgii, występujący na pozycji napastnika. Zawodnik Arezzo.

## Kariera piłkarska
Davide Moscardelli urodził się w belgijskim mieście Mons. Od najmłodszych lat grał jednak we Włoszech, a konkretnie jest wychowankiem drużyny Maccarese. W 2003 roku trafił do Triestiny, gdzie miał okazję zadebiutować w Serie B. W swym pierwszym sezonie w tym zespole strzelił 16 bramek w 42 meczach. Potem grał także na tym froncie rozgrywkowym w Rimini, Cesenie i Piacenzy.
4 sierpnia 2010 Moscardelli podpisał kontrakt z Chievo Werona. W swym debiucie w Serie A strzelił bramkę, dzięki której jego drużyna wygrała w 1. kolejce z Catanią 2:1.

## Pseudonim
Davide Moscardelli ma pseudonim "Battigol", który nadano mu w czasie gry w drużynach z Serie B, ze względu na podobieństwo do argentyńskiego napastnika Gabriela Batistuty.